# Tempestade no Golfo de Biscaia em janeiro de 2009
| Tempestade de vento europeia Klaus                                     | Tempestade de vento europeia Klaus                                     | Tempestade de vento europeia Klaus                                     |
| A tempestade "Klaus" às 03:28 de 24 janeiro, sobre o Golfo da Biscaia. | A tempestade "Klaus" às 03:28 de 24 janeiro, sobre o Golfo da Biscaia. | A tempestade "Klaus" às 03:28 de 24 janeiro, sobre o Golfo da Biscaia. |
| Dados                                                                  | Dados                                                                  | Dados                                                                  |
| ---------------------------------------------------------------------- | ---------------------------------------------------------------------- | ---------------------------------------------------------------------- |
| Formado:                                                               | 23 de janeiro de 2009                                                  | 23 de janeiro de 2009                                                  |
| Dissipado:                                                             | 28 de janeiro de 2009                                                  | 28 de janeiro de 2009                                                  |
| Pressão mínima:                                                        | 980 mbar (hPa)                                                         | 980 mbar (hPa)                                                         |
| Ventos máximos:                                                        |                                                                        |                                                                        |
| França:                                                                | Formiguères : 193 km/h                                                 | Formiguères : 193 km/h                                                 |
| Espanha:                                                               | Portbou: 200 km/h                                                      | Portbou: 200 km/h                                                      |
| Andorra:                                                               | Port d'Envalira: 216 km/h                                              | Port d'Envalira: 216 km/h                                              |
| Países afetados                                                        |                                                                        |                                                                        |
| Andorra                                                                | França                                                                 | Alemanha                                                               |
| Itália                                                                 | Espanha                                                                | Suíça                                                                  |
| Efeitos                                                                |                                                                        |                                                                        |
| Fatalidades:                                                           | 27                                                                     | 27                                                                     |
| Prejuízos:                                                             | Desconhecido                                                           | Desconhecido                                                           |

A tempestade no Golfo da Biscaia em janeiro de 2009, conhecido na Europa como tempestade "Klaus", foi uma tempestade de vento europeia, como são conhecidos fortes ciclones extratropicais que afetam a Europa, que atingiu grandes partes do sul da França, além de Andorra, Espanha e partes da Itália e Suíça. O fenômeno natural foi a tempestade de vento europeia mais devastadora desde a tempestade "Lothar", em dezembro de 1999. A tempestade causou danos gerais sobre a França e a Espanha, especialmente no norte da Espanha.
A tempestade causou 27 mortes, além de afetar grandemente o transporte público, e de interromper o fornecimento de eletricidade para várias regiões dos países afetados. Cerca de 1,7 milhões de residências ficaram sem o fornecimento de eletricidade no sul da França, além de dezenas de milhar de residências no norte da Espanha. A tempestade causou vários danos a propriedades e grandes danos a florestas. As rajadas máximas de vento foram de mais de 200 km/h; ventos máximos sustentados de mais de 170 km/h foram observados, que significa que seus ventos estavam enquadrados na categoria "força de furacão", a categoria mais alta da escala de Beaufort.

## Locais afetados pela tempestade

Mapa mostrando a trajetória do centro ciclônico da tempestade, em vermelho

Os efeitos da tempestade foram sentidos desde as Ilhas do Canal até ao sul de Barcelona, Espanha. Os efeitos mais devastadores associados às chuvas da tempestade foram nas áreas do sudoeste da França. A tempestade formou-se no Golfo da Biscaia, e seguiu para leste-sudeste através do sul da França durante a noite de 24 de janeiro, em direção ao norte da Itália e do Mar Adriático, onde a tempestade causou apenas danos mínimos.
A tempestade fez landfall perto de Bordeaux, França, exatamente às 05h00 CET de 24 de janeiro. A tempestade seguiu para leste-sudeste, em direção à costa sudeste da França durante a manhã daquele sábado, chegando na região às 13h00 CET (12h00 UTC). A tempestade continuou a seguir para leste, passando sobre a Itália, mas sem causar danos significativos. Áreas de baixa pressão são razoavelmente comuns na Europa nesta época do ano. Algumas fontes chamam o fenômeno como a "tempestade da década"; o meteorologista da BBC, Alex Deakin, disse que "a tempestade está sendo descrita como a tempestade mais devastadora desde a tempestade de dezembro de 1999, que matou 88 pessoas."
Michèle Alliot-Marie, a Ministra do Interior da França, declarou que além dos 300 agentes da Defesa Civil da França encontrados na região de Landes, outros 715 agentes seriam usados. No departamento de Gironda, 19 residentes de uma casa de retiro tiveram que sair após o pedido dos resgatadores, depois que a casa de retiro foi totalmente destelhada. As autoridades francesas também evacuaram campings das florestas de pinheiros de Les Landes.
Milhares tiveram que sair de conjuntos habitacionais em La Nucía, norte de Benidorm, em Alicante, assim que o Exército da Espanha ajudava a combater um incêndio florestal próximo das residências, que tinha sido iniciado por um poste de eletricidade caído. Também houve incêndios florestais na região da Catalunha, enquanto que a Espanha pois os serviços de emergência em alerta máximo. Ondas de mais de 20 metros de altura foram relatados na costa norte da Espanha; com as fortes ondas, golfinhos ficaram encalhados nas praias da região.

## Ventos máximos
| País   | Lugar         | Velocidade | País    | Lugar            | Velocidade |
| ------ | ------------- | ---------- | ------- | ---------------- | ---------- |
| França | Formiguères   | 193 km/h   | Andorra | Port d'Envalira  | 216 km/h   |
| França | Port-Vendres  | 191 km/h   | Espanha | Portbou          | 200 km/h   |
| França | Monte Aigoual | 185 km/h   | Espanha | Cerezo de Arriba | 198 km/h   |
| França | Perpignan     | 184 km/h   | Espanha | Machichaco       | 193 km/h   |
| França | Biscarrosse   | 172 km/h   | Espanha | Malpica          | 183 km/h   |
| França | Bordeaux      | 161 km/h   | Espanha | Ocón             | 183 km/h   |

## Impactos

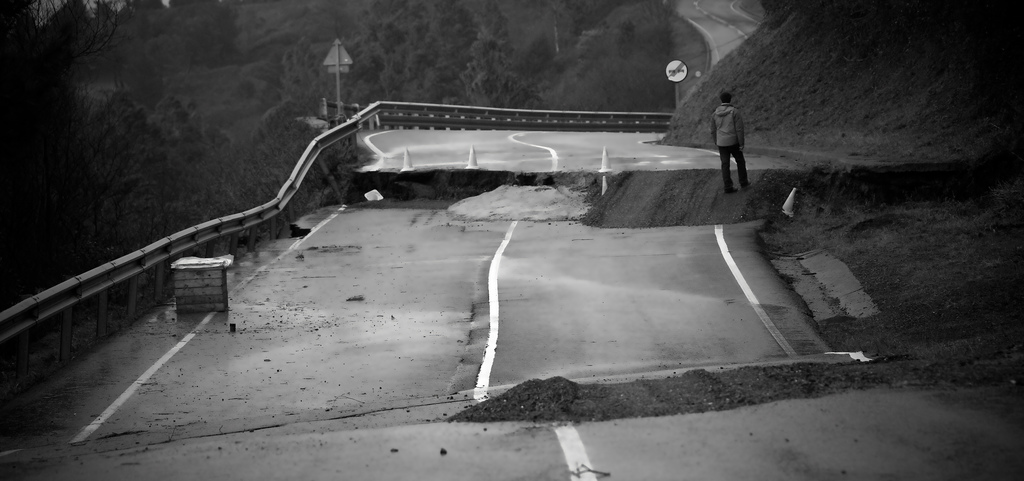
Uma rodovia danificada em Bakio, País Basco, Espanha

### Espanha
Partes de um centro esportivo desabaram em Saint Boi de Llobregat, matando quatro crianças e ferido outras 16. Em Burela, na Galiza, um policial foi morto após a queda de uma árvore. Em La Palma de Cervelló, Província de Barcelona, Catalunha, um trabalhador também foi morto após a queda de uma árvore. Uma mulher morreu quando um muro desabou sobre ela em Barcelona. Um homem também foi morto pelo desabamento de um muro em Aigües de Busot, em Alicante. Uma mulher foi morta após ser atingida por escombros.
Um português foi morreu enquanto estava sendo resgatado em A Coruña, Galiza. Outro homem morreu após cair do telhado devido aos ventos fortes.

### França
Um homem foi morto após a queda de uma árvore enquanto dirigia, perto de Mont-de-Marsan. Um homem de 78 anos morreu quando foi atingido por escombros perto de sua casa, e um homem de 75 anos foi encontrado morto embaixo de uma árvore caída. Uma mulher morreu no hospital, no departamento de Landes, após ser encontrada em seu quintal com hipotermia. No departamento de Gironda, uma mulher de 70 anos morreu quando sua máquina de respiração artificial parou de funcionar devido à queda da eletricidade. Duas pessoas idosas foram mortas em Nanteuil-Auriac-de-Bourzac, em Dordogne, devido à intoxicação por monóxido de carbono, que também matou duas pessoas em Port-Barcarès, Pyrénées-Orientales.